# Coen River (vattendrag i Australien)
Coen River är ett vattendrag i Australien. Det ligger i delstaten Queensland, omkring 1 900 kilometer nordväst om delstatshuvudstaden Brisbane.
I omgivningarna runt Coen River växer huvudsakligen savannskog. Trakten runt Coen River är nära nog obefolkad, med mindre än två invånare per kvadratkilometer. Genomsnittlig årsnederbörd är 1 565 millimeter. Den regnigaste månaden är januari, med i genomsnitt 426 mm nederbörd, och den torraste är september, med 1 mm nederbörd.